# Saint-Germain-lès-Buxy
Saint-Germain-lès-Buxy ist eine französische Gemeinde mit 263 Einwohnern (Stand: 1. Januar 2022) im Département Saône-et-Loire in der Region Bourgogne-Franche-Comté (vor 2016 Bourgogne). Die Gemeinde gehört zum Arrondissement Chalon-sur-Saône und zum Kanton Givry (bis 2015 Buxy). Die Einwohner werden Saint-Germinois genannt.

## Lage
Saint-Germain-lès-Buxy liegt etwa elf Kilometer südwestlich von Chalon-sur-Saône. Umgeben wird Saint-Germain-lès-Buxy von den Nachbargemeinden Buxy im Norden und Nordwesten, Granges im Norden, La Charmée im Norden und Nordosten, Saint-Ambreuil im Süden und Osten sowie Jully-lès-Buxy im Süden und Westen.

## Bevölkerung
| Jahr                      | 1962 | 1968 | 1975 | 1982 | 1990 | 1999 | 2006 | 2011 | 2016 |
| ------------------------- | ---- | ---- | ---- | ---- | ---- | ---- | ---- | ---- | ---- |
| Einwohnerzahl             | 167  | 163  | 172  | 178  | 180  | 179  | 248  | 277  | 269  |
| Quelle: Cassini und INSEE |      |      |      |      |      |      |      |      |      |

## Sehenswürdigkeiten
- Kirche Saint-Germain
- Schloss Saint-Germain-lès-Buxy aus dem 15. Jahrhundert, seit 2007 Monument historique

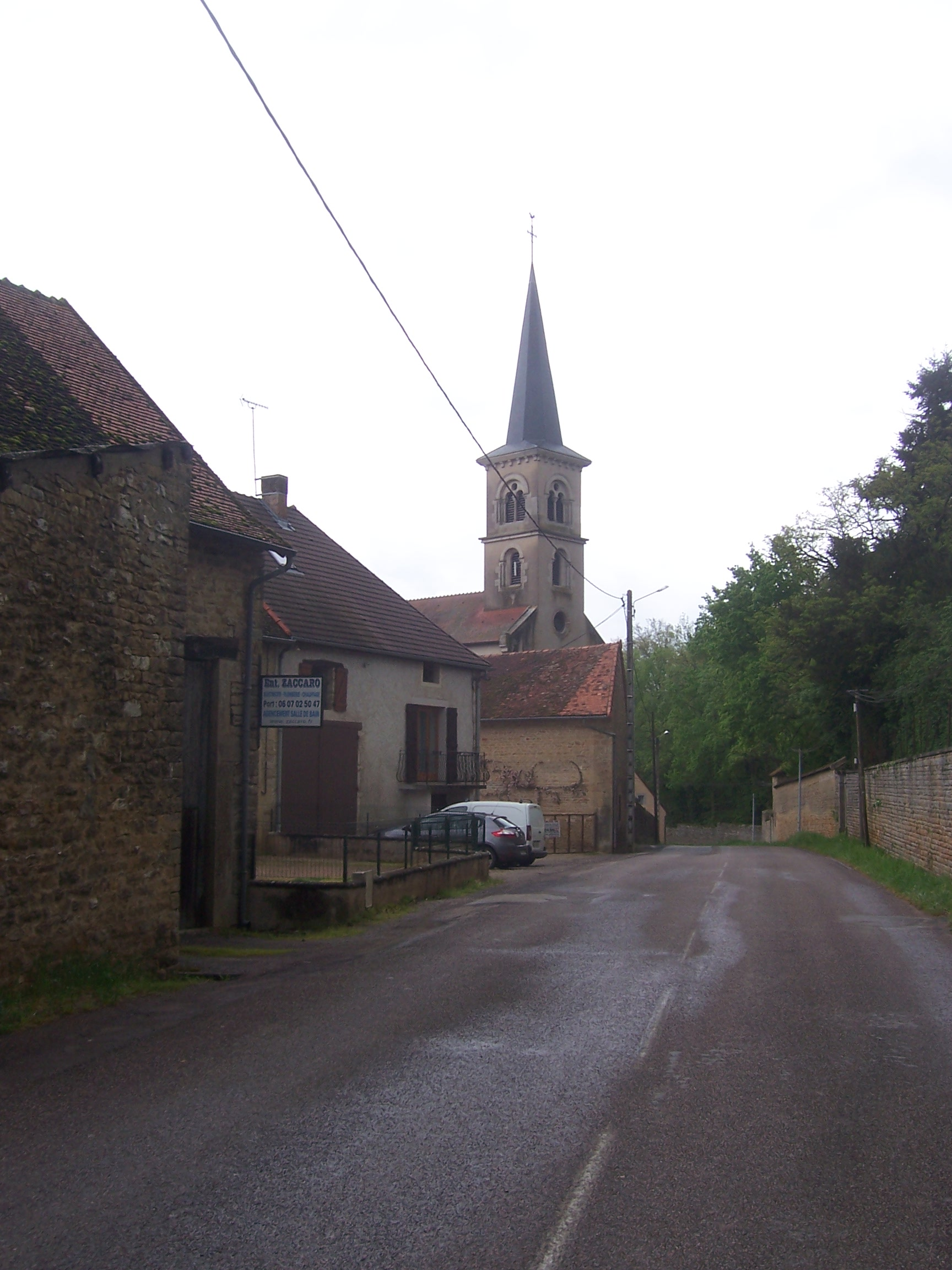
Kirche Saint-Germain